# اس‌جی‌ام ۱ (هند)
آس جی ام (به انگلیسی: 1 SGM) یک منطقهٔ مسکونی در هند است که در Sri Ganganagar district واقع شده‌است. آس جی ام ۲٬۴۹۳ نفر جمعیت دارد.